# Йонуц Вине
Йонуц Вине (рум. Ionuț Vînă, нар. 20 лютого 1995, Галац) — румунський футболіст, півзахисник клубу «КС Університатя».

## Ігрова кар'єра
Народився 20 лютого 1995 року в місті Галац. Вихованець футбольної школи клубу «Вііторул». 28 травня 2011 року у віці 16 років дебютував за основну команду в матчі Ліги II з «Дельтою» (1:1), а 30 вересня 2012 року дебютував у вищому дивізіоні країни, коли вийшов на заміну на 87-й хвилині замість Ніколае Діке в матчі проти столичного «Рапіда» (1:2). Тим не менш основним гравцем Йонуц не був, провівши за 5 років у клубі лише 15 матчів чемпіонату. Як наслідок у січні 2016 року молодий півзахисник був відданий в оренду в «Дунерю» (Келераші) з Ліги II, але там Вине травмував плече вже у другому матчі і не зумів відновитись до літа 2016 року, коли повернувся у «Вііторул».
Одразу після повернення до «Віторула» влітку 2016 року Йонуц Вине зумів завоювати місце в основі і швидко став основним гравцем команди. Йонуц виграв з «Вііторулом» титул чемпіона Румунії сезону 2016/17, а в сезоні 2018/19 виграв Кубок Румунії з рідним клубом.
Своєю грою Вине привернув увагу представників тренерського штабу столичного клубу «Стяуа», до складу якого приєднався 11 липня 2019 року. З новою командою в першому ж сезоні виграв Кубок Румунії і загалом за два сезони зіграв 63 гри в усіх турнірах, забивши 2 голи.
31 липня 2021 року Вине приєднався до клубу «КС Університатя», ставши частиною угоди по переходу Андрея Бурлаку та Івана Мамута в протилежному напрямку. Станом на 31 липня 2022 року відіграв за крайовську команду 20 матчів в національному чемпіонаті.

## Титули і досягнення
- Чемпіон Румунії (1):

«Вііторул»: 2016/17
- Володар Кубка Румунії (2):

«Вііторул»: 2018/19
«Стяуа»: 2019/20
- Володар Суперкубка Румунії (2):

«Вііторул»: 2019